# Bahnhofstraße 1 (Quedlinburg)

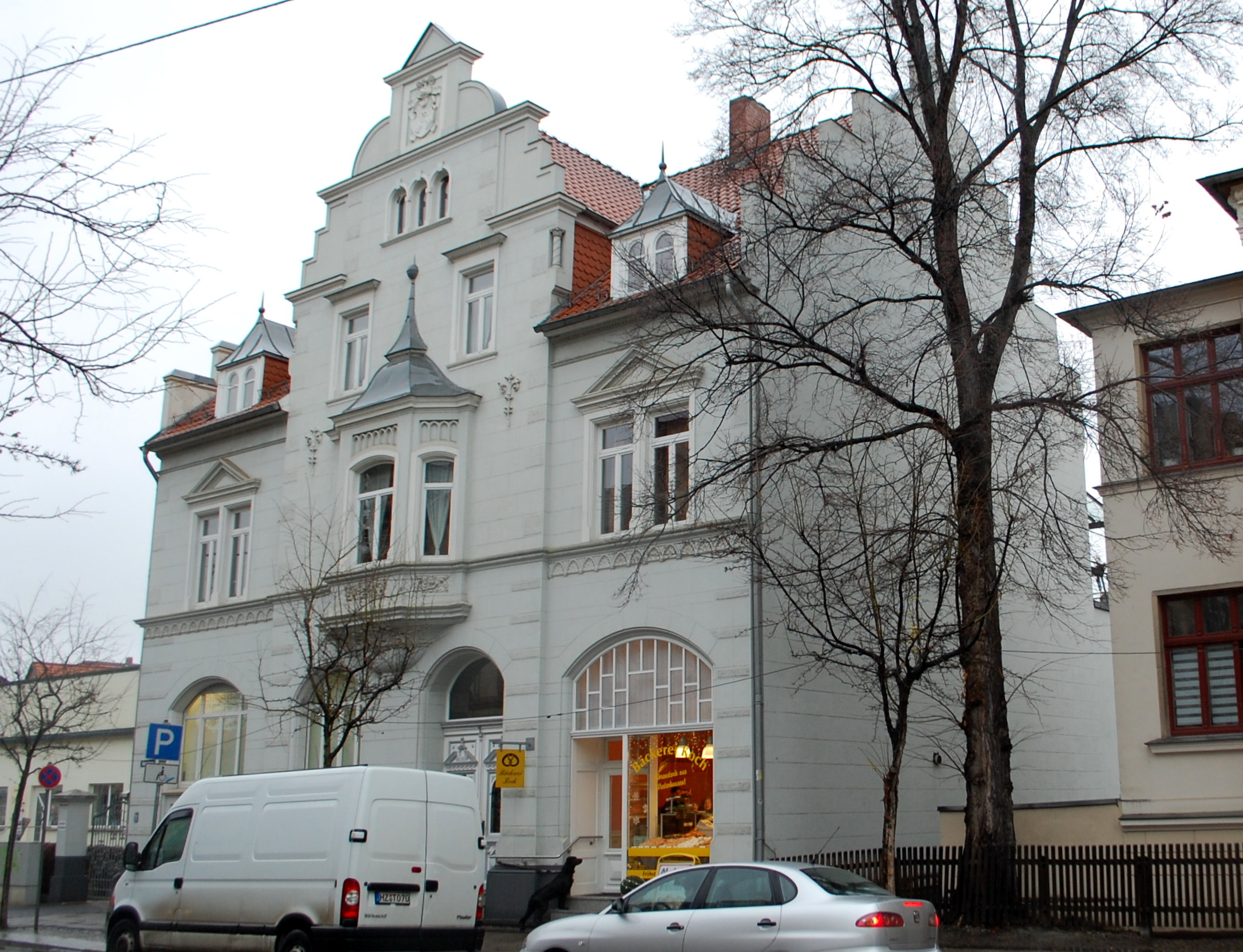
Haus Bahnhofstraße 1

Das Haus Bahnhofstraße 1 ist ein denkmalgeschütztes Gebäude in der Stadt Quedlinburg in Sachsen-Anhalt.

## Lage
Es ist im Quedlinburger Denkmalverzeichnis als Wohn- und Geschäftshaus eingetragen und befindet sich südöstlich der historischen Quedlinburger Altstadt.

## Architektur und Geschichte
Das Gebäude entstand im Jahr 1900 für den Fotografen Otto Wendt. Die Planung war 1899 durch den Architekten Max Schneck erfolgt, wobei die Umsetzung nur in einem reduzierten Umfang erfolgte. Die Fassadengestaltung zitiert gotische und klassizistische Zierelemente. Besonders markant ist der im Stil der Neorenaissance gestaltete Giebel. Unterhalb dieses straßenseitigen Giebels befindet sich in der Fassadenmitte ein kleiner Erker. Im Jahr 1910 wurde im Erdgeschoss ein Ladengeschäft eingebaut.